# Unwert
Unwert ist ein Begriff aus dem Strafrecht. Es wird unterschieden nach Erfolgsunwert, Handlungsunwert und Gesinnungsunwert. Der Gesinnungsunwert spielt als Element der Unrechtslehre eine untergeordnete Rolle, nachdem das Gesinnungsstrafrecht als solches als überholt gilt.

## Deutsches Strafrecht

### Erfolgsunwert
Unter dem Erfolgsunwert einer Tat versteht man die Verletzung oder Gefährdung des jeweiligen Schutzobjektes.

### Handlungsunwert
Der Handlungsunwert der Tat beschreibt die Art und Weise der Tatbegehung (z. B. vorsätzliche Begehung).

### Gesinnungsunwert
Der Gesinnungsunwert beschreibt den Schuldgehalt, welcher dem Täter bei Begehung seiner Tat vorzuwerfen ist. Dabei geht es also um die persönliche Vorwerfbarkeit hinsichtlich einer konkreten Tat.

## Österreichisches Strafrecht
Im österreichischen Strafrecht werden die rechtswidrige Handlung selbst und ihre Wirkungen Unrecht genannt. Dieser Begriff ist quantifizierbar, es gibt schwereres und leichteres Unrecht.
- Der Unwert der verbotenen Handlung stellt die erste Stufe des Unrechts dar, den sogenannten Handlungsunwert. Dabei ist zwischen Vorsatz und Fahrlässigkeit zu unterscheiden, welche jeweils wieder quantifizierbar sind (Eventualvorsatz – Direkter Vorsatz, leichte Fahrlässigkeit – grobe Fahrlässigkeit).
- Tritt in der Folge der sogenannte Erfolgsunwert hinzu, steigert sich der Unrechtsgehalt im Ganzen. Gemeint ist, dass die Handlung des Täters Folgen hat, diese jedoch auch unbedingt der Handlung des Täters zurechenbar sein müssen – für Folgen, die beispielsweise Dritte oder das Opfer selbst erst herbeiführen oder die außerhalb absolut jeglicher Lebenserfahrung liegen, ist der Handelnde nicht verantwortlich.
  - Der primäre Erfolgsunwert bezeichnet den Eintritt einer konkreten Gefahr. Die ist dann der Fall, wenn das Handlungsobjekt in den konkreten Wirkungsbereich der gefährlichen Handlung gerät, jedoch keine Verletzung erfolgt.
  - Der sekundäre Erfolgsunwert bezeichnet dann den Eintritt des Verletzungserfolges, die Verwirklichung der Gefahr.

Beispiele dazu:
1. Der Autolenker A schneidet eine unübersichtliche Kurve, es ist nicht ausgeschlossen, dass ein anderes Fahrzeug entgegenkommt. Glücklicherweise kommt kein anderes Fahrzeug, die Handlung ist konkret gefährlich (von ihr geht eine Gefahr aus, da es nicht sicher ist, dass die Fahrbahn frei ist).
2. A schneidet wie zuvor die Kurve, diesmal kommt jedoch ein anderes Fahrzeug entgegen. Im letzten Moment lässt sich ein Zusammenstoß vermeiden. In diesem Fall kommt zum Handlungsunwert (Beispiel 1) ein primärer Erfolgsunwert hinzu, nämlich die konkrete Gefahr für alle Fahrzeuginsassen. Diese Gefahr ist Auswuchs der gefährlichen Handlung (das Schneiden der unübersichtlichen Kurve, Beispiel 1) und steigert somit den Unwertgehalt im Ganzen.
3. Wieder schneidet A die Kurve, diesmal kommt es jedoch zum Zusammenstoß mit dem entgegenkommenden Fahrzeug, bei dem der Lenker A verletzt wird/alle Personen verletzt werden/alle Personen sterben. In allen drei Varianten kommt zur konkret gefährlichen Handlung (Beispiel 1) ein zurechenbarer Verletzungserfolg (also ein sekundärer Erfolgsunwert) hinzu. Freilich in jeder der drei Varianten ein anderer, jedoch stellt jede einen Erfolg dar.

Das Ausmaß des verwirklichten Unrechts beeinflusst die Strafhöhe.
Beide Unwerte – Handlungsunwert und Erfolgsunwert – stehen in einem logischen Abhängigkeitsverhältnis:
Möglich ist ein Handlungsunwert ohne Erfolgsunwert (eine gefährliche Handlung ohne dass etwas passiert = Beispiel 1), jedoch nicht ein zurechenbarer Erfolgsunwert ohne eine damit zusammenhängende gefährliche Handlung.
Nach der äußeren Beschreibung der Delikte im österreichischen Strafgesetzbuch (StGB) lassen sich daher unterscheiden:
- sogenannte schlichte Tätigkeitsdelikte, bei denen nur eine bestimmte Handlung gefordert ist, um das volle Unrecht des Delikts herzustellen (beispielsweise Kurpfuscherei (§ 184 StGB) – das Unrecht der Tat ist allein das Handeln des Täters und auch dann hergestellt, wenn die Behandlung gut oder schlecht ist)
- sogenannte Erfolgsdelikte, bei denen eine Veränderung in der Außenwelt (ein Erfolg) gefordert ist (beispielsweise Mord (§ 75 StGB) – der Mord ist erst dann ein vollendeter Mord nach § 75 StGB, wenn das Opfer wirklich stirbt und der Tod auf die Tat des Täters zurückzuführen ist; ansonsten kann beispielsweise (bloß) versuchter Mord vorliegen: A schießt auf B, verfehlt ihn – der erforderliche Erfolg (Tod des Opfers B) fehlt der Tat, weswegen das Erfolgsdelikt Mord nicht erfüllt ist (allerdings wird der taugliche Versuch im österreichischen Strafrecht durch § 15 StGB dem vollendeten Delikt gleichgesetzt, weswegen der Mordversuch des A am B wie ein vollendeter Mord strafbar ist, jedoch ein Milderungsgrund für A besteht, da der Erfolg eben ausgeblieben ist). Viele Delikte des österreichischen StGB beschreiben die Tathandlung nicht näher, bloß den Erfolg. Daher ist die Art und Weise der Erfolgsherbeiführung unerheblich (siehe etwa Mord nach § 75 StGB: "Wer einen anderen tötet, ist mit Freiheitsstrafe von zehn bis zu zwanzig Jahren oder mit lebenslanger Freiheitsstrafe zu bestrafen" – Erschießen, vergiften, hängen, mit dem PKW überfahren – all das sind taugliche Tathandlungen für § 75). Solche Delikte werden bezeichnet als Erfolgs-Verursachungs-Delikte.)